# Грегерсен, Боги
Бо́ги Гре́герсен (фар. Bogi Gregersen; род. 4 августа 1980 года в Скоале, Фарерские острова) — бывший фарерский футболист. В настоящее время является помощником главного тренера клуба «Скала».

## Биография
Боги начинал карьеру в «Скале» из своей родной деревни. 16 марта 1997 года он дебютировал за этот клуб в матче Кубка Фарерских островов против команды «НИФ», отметившись хет-триком. В своём первом сезоне на взрослом уровне нападающий забил 3 гола в 9 матчах второго дивизиона. В 1998 году Боги помог «Скале» подняться в первый дивизион, забив 19 мячей в 18 встречах второй лиги и став её лучшим бомбардиром. Он не покинул родной клуб после вылета из первого дивизиона по итогам сезона-1999 и внёс свой вклад в сквозной выход клуба в фарерскую премьер-лигу. Его дебют в классе сильнейших состоялся 5 мая 2002 года в матче против команды «ЭБ/Стреймур». В своём первом сезоне в высшей лиге Боги не был основным игроком «Скалы», сыграв всего в 8 играх турнира.
Нападающий вернул статус твёрдого игрока основы в 2003 году, а в следующем сезоне он единственный раз в карьере принял участие во всех 18 встречах премьер-лиги, забив 8 голов. В 2005 году лига была расширена на один круг, и Боги провёл наиболее продуктивный сезон в рамках высшего дивизиона: нападающий забил 13 голов в 26 играх, отстав от лучшего бомбардира Кристиана Якобсена на 5 мячей. В том же сезоне он дебютировал в еврокубках. 18 июня Боги провёл полный матч Кубка Интертото против «Тампере Юнайтед», а через 8 дней принял участие в ответной игре. Форвард выступал за «Скалу» вплоть до вылета клуба из премьер-лиги в сезоне-2008.
В январе 2009 года Боги был арендован тофтирским «Б68». Нападающий принял участие в 7 матчах начала сезона и разочаровал тренерский штаб Уильяма Якобсена низкой результативностью и плохой физической формой. В итоге арендный договор был расторгнут, и летом того же года игрок вернулся в родной клуб. По итогам сезона-2009 «Скала» опустилась во второй дивизион. В 2010 году Боги помог команде оформить быстрое возвращение в первую лигу, забив 13 голов в 15 встречах, а затем завершил свои выступления.
В 2013—2014 годах Боги работал ассистентом Элиесара Ольсена в тренерском штабе «Скалы». В 2021 году он снова стал помощником главного тренера в своём родном клубе.

## Статистика выступлений
| Выступление      | Выступление      | Выступление      | Лига | Лига | Кубки | Кубки | Еврокубки | Еврокубки | Прочие | Прочие | Итого | Итого |
| Клуб             | Лига             | Сезон            | Игры | Голы | Игры  | Голы  | Игры      | Голы      | Игры   | Голы   | Игры  | Голы  |
| ---------------- | ---------------- | ---------------- | ---- | ---- | ----- | ----- | --------- | --------- | ------ | ------ | ----- | ----- |
| Скала            | Второй дивизион  | 1997             | 9    | 3    | 3     | 4     | 0         | 0         | 0      | 0      | 12    | 7     |
| Скала            | Второй дивизион  | 1998             | 18   | 19   | 1     | 0     | 0         | 0         | 0      | 0      | 19    | 19    |
| Скала            | Первый дивизион  | 1999             | 14   | 6    | 1     | 0     | 0         | 0         | 0      | 0      | 15    | 6     |
| Скала            | Второй дивизион  | 2000             | 11   | 7    | 0     | 0     | 0         | 0         | 0      | 0      | 11    | 7     |
| Скала            | Первый дивизион  | 2001             | 17   | 8    | 1     | 0     | 0         | 0         | 2      | 1      | 20    | 9     |
| Скала            | Премьер-лига     | 2002             | 8    | 0    | 2     | 0     | 0         | 0         | 0      | 0      | 10    | 0     |
| Скала            | Премьер-лига     | 2003             | 16   | 3    | 4     | 1     | 0         | 0         | 1      | 0      | 21    | 4     |
| Скала            | Премьер-лига     | 2004             | 18   | 8    | 6     | 0     | 0         | 0         | 0      | 0      | 24    | 8     |
| Скала            | Премьер-лига     | 2005             | 26   | 13   | 2     | 0     | 2         | 0         | 0      | 0      | 30    | 13    |
| Скала            | Премьер-лига     | 2006             | 24   | 7    | 4     | 0     | 2         | 0         | 0      | 0      | 30    | 7     |
| Скала            | Премьер-лига     | 2007             | 25   | 5    | 4     | 0     | 0         | 0         | 0      | 0      | 29    | 5     |
| Скала            | Премьер-лига     | 2008             | 14   | 3    | 0     | 0     | 0         | 0         | 0      | 0      | 14    | 3     |
| Скала            | Итого            | Итого            | 200  | 82   | 28    | 5     | 4         | 0         | 3      | 1      | 235   | 88    |
| → Б68            | Премьер-лига     | 2009             | 7    | 0    | 0     | 0     | 0         | 0         | 0      | 0      | 7     | 0     |
| → Б68            | Итого            | Итого            | 7    | 0    | 0     | 0     | 0         | 0         | 0      | 0      | 7     | 0     |
| Скала            | Первый дивизион  | 2009             | 11   | 4    | 0     | 0     | 0         | 0         | 0      | 0      | 11    | 4     |
| Скала            | Второй дивизион  | 2010             | 15   | 13   | 0     | 0     | 0         | 0         | 0      | 0      | 15    | 13    |
| Скала            | Итого            | Итого            | 26   | 17   | 0     | 0     | 0         | 0         | 0      | 0      | 26    | 17    |
| Всего за карьеру | Всего за карьеру | Всего за карьеру | 233  | 99   | 28    | 5     | 4         | 0         | 3      | 1      | 268   | 105   |

## Достижения

### Командные
«Скала»
- Победитель второго дивизиона (3): 1998, 2000, 2010

### Личные
- Лучший бомбардир второго дивизиона (1): 1998 (19 голов)